# Gautier III Brisebarre
Gautier III Brisebarre, ou Gautier III de Beyrouth, mort après le 22 octobre 1179, est un chevalier noble du royaume de Jérusalem. Il est le fils aîné de Guy II Brisebarre, seigneur de Beyrouth.
Il hérite de la seigneurie de Beyrouth de son père vers 1157 puis de celle d'Outre-Jourdain de son beau-père Philippe de Milly en 1166. Après qu'il ait été fait prisonnier des musulmans, le roi de Jérusalem Amaury Ier le force à céder Beyrouth à la couronne en échange du paiement de sa rançon et de la modeste seigneurie de Blanchegarde, afin d'éviter la réunion de deux grandes seigneuries.
Au décès de sa première épouse Hélène de Milly, il perd la seigneurie d'Outre-Jourdain au profit de sa belle-sœur Étiennette de Milly et de son époux Miles de Plancy, qui exerce la régence du royaume pour le jeune roi Baudouin IV. Miles est assassiné en 1174 et des sources ultérieures du début du XIIIe siècle nommeront « les seigneurs de Beyrouth » comme les commanditaires.
Gautier III termine sa vie comme seigneur de Blanchegarde, un fief mineur, mais conserve néanmoins une certaine influence à la cour jusqu'à sa mort vers 1180.

## Seigneur de Beyrouth

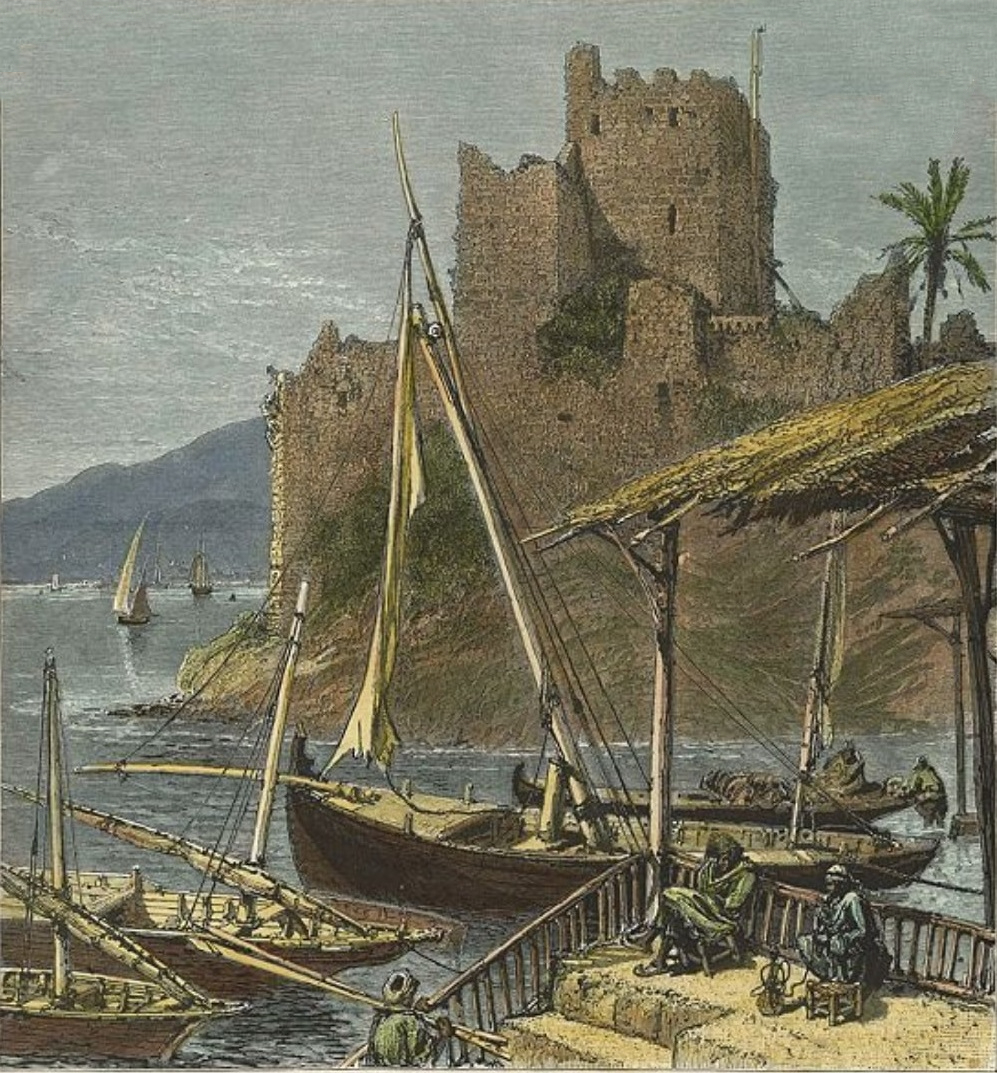
Le château de Beyrouth vers 1875. Il sera démoli trois ans plus tard, en 1878.

Son père Guy II meurt en 1156 ou 1257 et en qualité de fils aîné Gautier lui succède en tant que nouveau seigneur de Beyrouth. Cette seigneurie fait partie des grands fiefs du royaume de Jérusalem, devant fournir 21 chevaliers à l'ost royal. Même le seigneur de Toron Onfroy II tenait la seigneurie de Banias en fief du seigneur de Beyrouth.
Le début du règne de Gautier voit se produire un tremblement de terre dévastateur le 12 août 1157. En octobre de la même année, lui avec ses frères Guy et Bernard autorisent Onfroy II à céder la moitié de la seigneurie de Banias aux chevaliers Hospitaliers.
Comme son père avant lui, Gautier est fréquemment présent aux côté du roi Baudouin III de Jérusalem. En 1161, il assiste à l'accord par lequel le roi accorde la seigneurie d'Outre-Jourdain à Philippe de Milly en échange de sa seigneurie de Naplouse. Dans la même période, Gautier épouse Hélène de Milly, fille aînée de Philippe tandis que ce dernier perd Renier, son seul fils. Au début de l'année 1166, Philippe résigne pour devenir Templier, laissant deux filles : Hélène et Étiennette. Selon la loi en vigueur, l'aînée Hélène et son époux Gautier doivent hériter de l'entièreté de la seigneurie d'Outre-Jourdain. Celle-ci, devant 40 chevaliers à l'ost royale, est un fief encore plus important que celui de Beyrouth.
Le roi Baudouin III étant mort depuis 1163, son frère et successeur Amaury Ier doit surmonter l'opposition grandissante de ses barons, tout en étant moins soutenu par la famille Brisebarre que son prédécesseur,. En 1164, alors que le roi Amaury Ier mène une campagne en Égypte, l'armée de Nur ad-Din capture de nombreux nobles à la bataille de Harim, dont Gautier et ses frères Guy et Bernard qui sont faits prisonniers,.
Leur mère, qui gouverne alors Beyrouth en l'absence de ses fils, n'est pas en mesure de lever suffisamment d'argent pour la rançon à cause de la prodigalité de ses fils et se propose pour prendre leur place comme otage jusqu'au remboursement de la dette. Mécontent, le roi Amaury Ier interdit à ses sujets de prêter de l'argent à la famille Brisebarre une fois ceux-ci libérés. Les frères sont alors contraints d'accepter une proposition du roi de payer leur rançon en échange de la seigneurie de Beyrouth avec en compensation le fief de Blanchegarde, bien moins important. Leur mère est alors libérée mais meurt seulement un mois plus tard. Il est possible que le roi ait imposé cette transaction aux Brisebarre afin d'éviter l'union des deux grandes seigneuries de Beyrouth et d'Outre-Jourdain sous le règne d'une seule et même personne. Dès 1167, Beyrouth fait partie du domaine royal

## Seigneur d'Outre-Jourdain

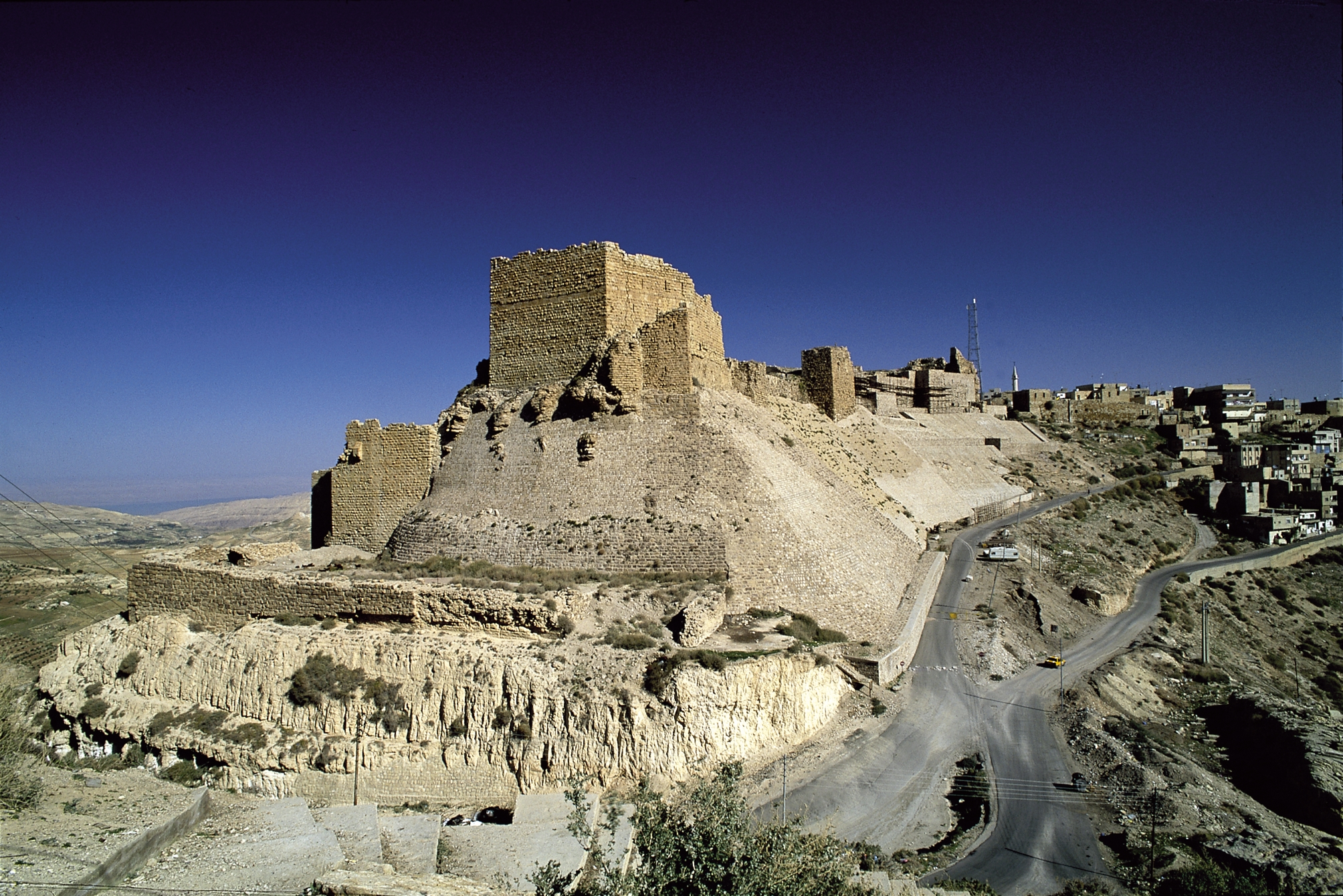
Le château de Kerak, siège des seigneurs d'Outre-Jourdain, tel qu'il est de nos jours.

Par son mariage avec Hélène de Milly, Gautier devient seigneur d'Outre-Jourdain en 1166 lorsque son beau-père Philippe de Milly résigne pour devenir Templier. Le jeune couple à un enfant, Béatrice, mais Hélène meurt avant le 18 novembre 1168, fragilisant ainsi la position de Gautier. Il demeure le seigneur d'Outre-Jourdain, mais seulement en tant que bailli (ou régent) de sa fille pendant sa minorité. Mais cette dernière décède à son tour peu de temps après et la seigneurie passe alors à la tante de la jeune fille, Étiennette de Milly,.
Au début de l'année 1170, Nur ad-Din envahit la seigneurie d'Outre-Jourdain et assiège château de Kerak. En tant que connétable du royaume de Jérusalem, Onfroy II de Toron envoie des troupes de secours. Le chroniqueur arabe Ibn al-Athîr indique que cette armée est dirigée par Philippe de Milly, devenu maître de l'ordre du Temple, et Onfroy III de Toron, époux de la fille cadette de ce dernier, contraignant Nur ad-Din à lever le siège.
Le sultan d’Égypte Saladin envahit à son tour la seigneurie d'Outre-Jourdain et assiège Montréal en 1171 puis Kerak en 1173, devant renoncer à chaque fois, sans qu'il soit connu qui gouvernait sur cette seigneurie à cette période.

## Seigneur de Blanchegarde

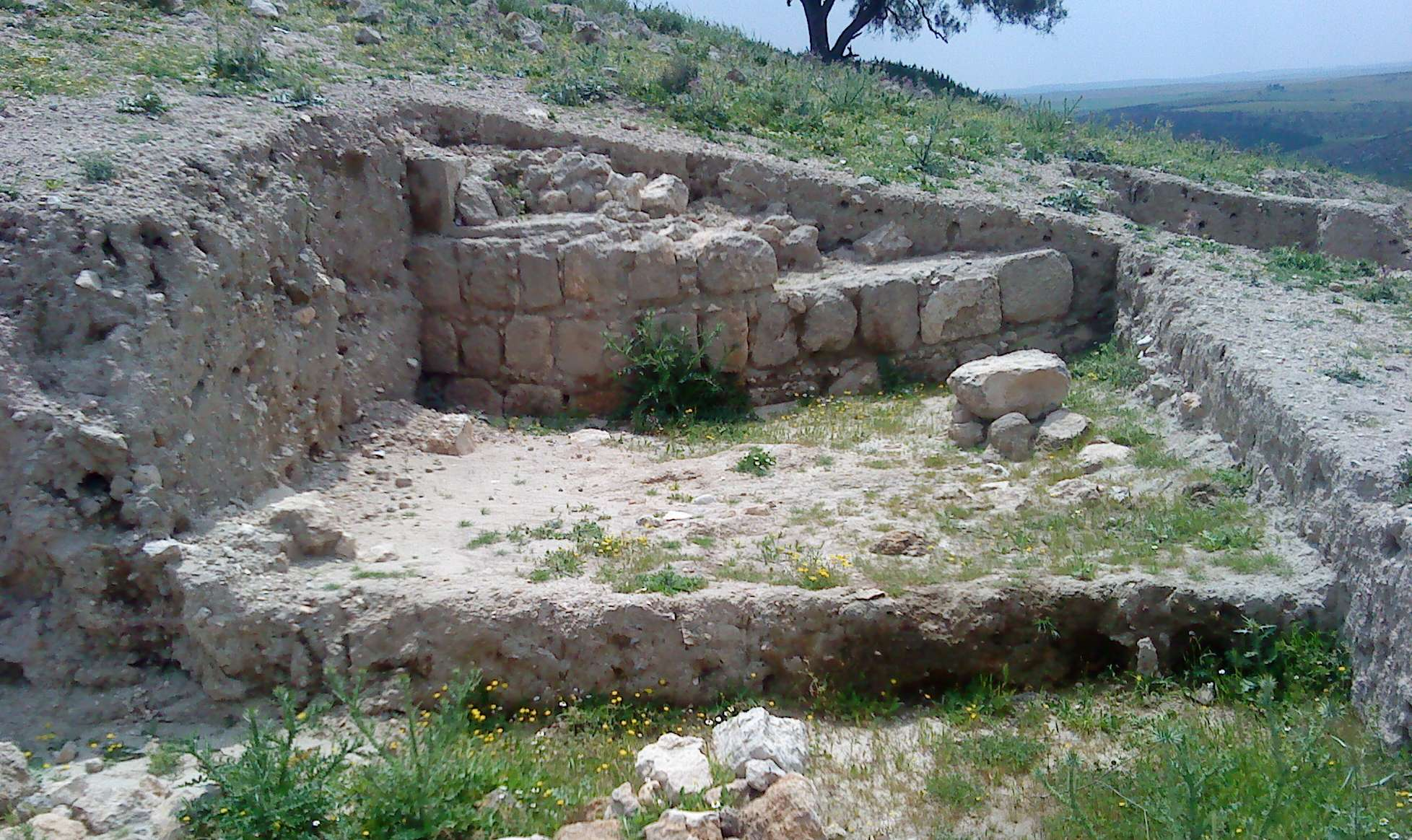
Vestiges d'une tour du château de Blanchegarde.

Il est fort probable que le roi Amaury Ier accorde la seigneurie de Blanchegarde à Gautier pour compenser la perte de la seigneurie d'Outre-Jourdain, bien que Blanchegarde soit un fief beaucoup plus modeste, ne devant que 8 chevaliers à l'ost royal.
Le principal bénéficiaire de l'infortune de Gautier a été le sénéchal du royaume de Jérusalem, Miles de Plancy, qui avait épousé en tant que deuxième époux Étiennette de Milly, la sœur de la première femme de Gautier, faisant de lui le nouveau seigneur d'Outre-Jourdain de jure uxoris au début de l'année 1174. À la mort du roi Amaury Ier le 11 juillet 1174, Miles prend la régence au nom du nouveau roi encore mineur, Baudouin IV. Cela le met dans une position où il pourrait restituer Beyrouth aux Brisebarre, mais il n'en fait rien, refusant de dissiper les terres du jeune roi et entrainant ainsi la discorde entre Miles et la famille Brisebarre.
Miles, que Guillaume de Tyr décrit comme « fier et prétentieux », s'avère impopulaire. Le chroniqueur raconte que Miles a été averti que « certains hommes » complotaient contre sa vie, mais qu'il a refusé d'agir avec prudence pour finalement être assassiné dans une rue d'Acre en octobre 1174. Bien que personne n'ait été jugé pour ce meurtre et que le chroniqueur ne nomme aucun auteur. Toutefois, même s'il connaissait l'identité des coupables, porter une accusation de meurtre sans preuves satisfaisantes aurait pu lui entraîner de graves conséquences,. Il suggère néanmoins que les assassins ont peut-être été incités par certains des ennemis les plus puissants du sénéchal. Par la suite, le recueil Brevis hystoria, écrit à Gênes vers 1200 alors que toutes les personnes impliquées dans cette affaire étaient mortes, nomme « les seigneurs de Beyrouth » comme les assassins, désignant par là Gautier et son frère Guy.

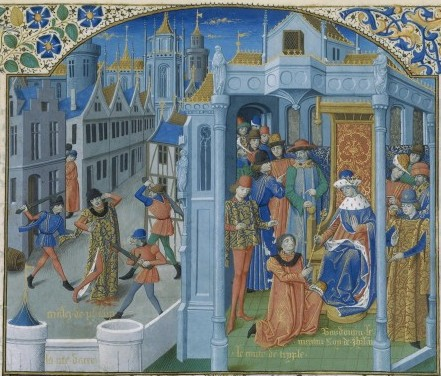
Assassinat de Miles de Plancy, régent du royaume de Jérusalem (Bibliothèque Nationale de France MS Fr. 2629).

Après ce meurtre, le comte Raymond III de Tripoli devient le nouveau régent du roi Baudouin IV. Il doit probablement en partie cette position aux frères Brisebarre en tant que commanditaires de ce crime, même s'il n'a rien fait pour aider leurs perspectives. Raymond épouse en 1174 la princesse de Galilée Echive de Bures et il est possible qu'il ait organisé le mariage de Gautier avec Agnès, une nièce d'Echive. Les Lignages d'Outremer attribuent à Agnès et Gautier un fils (Gilles) et quatre filles (Raymonde, Marguerite, Echive et Orable).
Le roi Baudouin IV, qui a commencé à régner lui-même sans aucune tutelle à partir de 1176, a conservé la seigneurie de Beyrouth pour son propre usage. Malgré leur statut réduit, Gautier et son frère Guy ont conservé une position d'honneur à la cour royale : Gautier a continué à souscrire à des chartes royales en tant que « Gautier de Beyrouth » jusqu'en 1179, signant comme témoin avant tous les autres à exception du nouveau sénéchal Josselin III d'Édesse, le beau-père du roi, le seigneur de Sidon Renaud Granier, le seigneur de Ramla Baudouin d'Ibelin et Balian d'Ibelin.
Gautier et Guy apparaissent pour la dernière fois dans les archives contemporaines respectivement en 1179 et 1182, et il est fort probable qu'aucun des deux n'ait connu la fin du règne de Baudouin IV en 1185,.
Après sa mort, son frère Bernard apparait comme seigneur de Blanchegarde dans une charte de 1186, probablement en tant que régent de son neveu Gilles Brisebarre encore mineur.
Preuve de son prestige, dans le courant du XIIIe siècle, de nombreuses familles nobles du royaume de Chypre prétendront descendre de Gautier III.

## Mariages et enfants

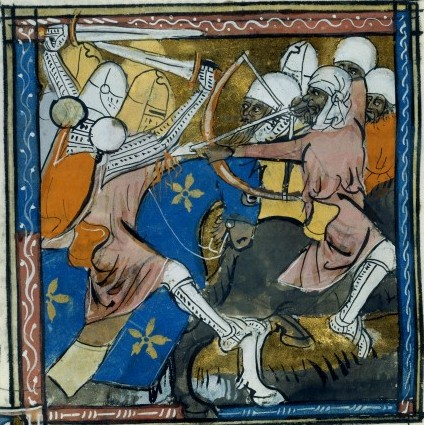
Mort d'Hugues de Fauquembergues, grand-père de la seconde épouse de Gautier Brisebarre, représentée dans un manuscrit du XIVe siècle.

Il épouse en premières noces Hélène de Milly, fille de Philippe de Milly, seigneur de Naplouse et d'Outre-Jourdain avant de devenir maître de l'Ordre du Temple, et de son épouse Isabelle du Puy, avec qui il a un enfant, :
- Béatrice Brisebarre, citée dans une charte de 1168 ;

Veuf, il épouse en secondes noces avant novembre 1168 une femme prénommée Agnès, dont le nom du père est inconnu mais qui est la fille d'Helvis de Tibériade et la petite-fille d'Hugues de Fauquembergues, prince de Galilée et de Tibériade, avec qui il a cinq enfants, :
- Raymonde Brisebarre, qui épouse avant juin 1183 Bertrand Mazoir, seigneur de Margat, fils de Renaud II Mazoir ;
- Gilles Brisebarre, qui succède à son père comme seigneur de Blanchegarde ;
- Marguerite Brisebarre, qui épouse Guillaume Porcelet ;
- Echive Brisebarre, qui épouse Joscelin du Gibelet, seigneur d'Avegore ;
- Orable Brisebarre, qui épouse Eustache de Neuville.

## Bibliographie

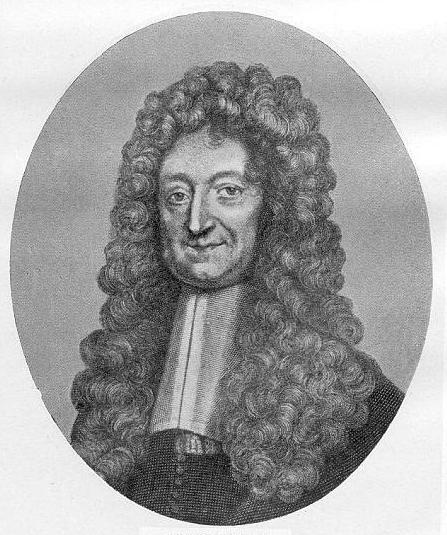
Portrait de Charles du Fresne du Cange, auteur des Lignages d'Outremer, dont un chapitre est consacré aux seigneurs de Barut.